# 獅子座31
獅子座31或轩辕十七，又名BD+10 2112，HD 87837、SAO 98964、HR 3980，是獅子座的一颗恒星，视星等为4.37，位于銀經228.95，銀緯47.89，其B1900.0坐标为赤經10h 2m 35.8s，赤緯+10° 47.89′ 16″。